# Gruppenrechte
Als Gruppenrechte (Jura consortii) werden in der Moral- und Rechtsphilosophie sowie im Völkerrecht bestimmte subjektive Rechte bezeichnet, deren Rechtsträger eine Gruppe als solche ist.

## Begriffliche Unterscheidungen
Im Gegensatz zu Individualrechten handelt es sich damit beim Rechtsträger nicht um ein Individuum, sondern um ein (wie auch immer geartetes) Kollektiv. Gruppenrechte sind auch von sog. Kollektivrechten oder „kollektiven Rechten“ zu unterscheiden, welche zwar auch nur im Kollektiv ausgeübt werden können, deren Rechtsträger jedoch nach wie vor Individuen sind. Rechte, die mit der Mitgliedschaft in einem Verein oder einer Institution (etwa das Recht, eine Sportanlage zu gebrauchen), oder aber auch mit einer Bevölkerungsgruppe zusammenhängen (bspw. das Wahlrecht in einem bestimmten Wahlkreis, oder die Rechte von Mietern oder Arbeitern), sind typischerweise als Individualrechte konzipiert und fallen damit nicht in die Kategorie der Gruppenrechte.

## Bedeutung
Verschiedene Rechtssysteme beinhalten Rechte, deren Träger eine Gruppe ist. Beispiele hierfür sind "Völker", "indigene Völker", "Minderheiten".
Im Völkerrecht ist insbesondere das Selbstbestimmungsrecht der Völker, verankert in der UN-Charta (Art. 1 Abs. 2) und im Art. 1 der beiden internationalen Menschenrechtspakte, erwähnenswert. Daneben sind gewisse Rechte indigener Völker als Gruppenrechte anerkannt.
Insgesamt ist festzustellen, dass das Rechtssubjekt recht unklar und veränderlich ist. Dies ist auch ein typischer Ansatzpunkt der Kritik an den Gruppenrechten.

## Philosophische Kritik
Gruppenrechte sind in der philosophischen Literatur umstritten. Zum Teil zielt die Kritik gegen einzelne Beispiele von Gruppenrechten, etwa dem Selbstbestimmungsrecht der Völker, weit häufiger wird jedoch das Konzept als solches in Frage gestellt. Von liberaler Seite wird das Konzept oft als Angriff auf den Individualismus gewertet und Gruppenrechte als Gefahr für Individualrechte verstanden. Besonders ausgeprägt ist die liberale Kritik an den Gruppenrechten, wenn diese Menschenrechts-Qualität beanspruchen. In diesem Fall wird der Schutz der Individuen durch die Menschenrechte gegen die Macht des Staats (eines Kollektivs) durch den behaupteten gleichwertigen Schutz eines Kollektivs wieder in Frage gestellt. Allerdings stellen auch Gruppenrechte oft einen Schutz für benachteiligte Gruppen innerhalb eines Staates gegenüber dessen Übermacht dar. Ob diese Frage im Allgemeinen beantwortet werden kann, ist fraglich.